# Кохомский, Сергей Васильевич
Сергей Васильевич Кохомский (родился в 1851 году, умер 20.10.1900г.) — русский богослов, магистр Петербургской духовной академии.
Воспитанник Санкт-Петербургской духовной академии.

## Сочинения
- «Учение древней церкви об исхождении Святого Духа» (1875, магистерская диссертация);
- «О том, что присяга не запрещена Иисусом Христом» (Киев, 1895);
- «Тайна священника» (рассказ, Киев, 1896).
- «Объяснение важнейших мест четвероевангелия» (Киев, 1899);
- «Примечания к Евангелию, Деяниям Апостолов, Соборным посланиям, Посланиям апост. Павла и Апокалипсису в обличение штундистов» (1895—1898);
- «Примечания к Апостолу и Апокалипсису в обличение штундистов и подобных им сектантов» (Киев, 1898).